# Liatongus denticornis
Liatongus denticornis là một loài bọ cánh cứng trong họ Bọ hung (Scarabaeidae).